# Пласи (Чехія)
Пласи ( Чеська транскрипція: [ˈplasɪ] ; нім. Plass ) — місто в Пльзеньському окрузі Пльзеньського краю Чехії. Налічує близько трьох тисяч жителів. Відоме своїм колишнім однойменним монастирем, який охороняється як національна культурна пам’ятка.

## Географія
Пласи розташовані близько 19 кілометрів на північ від Пльзеня. Пласи розташовані на Плайській височині, де найвищою точкою є пагорб Спалена гора, висота 514 метрів над рівнем моря. Через місто протікає річка Стрела.

## Історія
Заснування міста пов'язане із заснуванням цистерціанського монастиря. Пласький монастир був заснований у 1144 році тодішнім князем Владиславом II. Найбільшого розвитку монастир зазнав за правління короля Вацлава І, і його власність поступово розширилася до 50 навколишніх сіл. Розвиток монастиря закінчився під час гуситських воєн, коли він був спалений у 1421 році 
У 15-16 століттях Пласи переживали період глибокого занепаду. Після битви на Білій Горі у 1620 році матеріальне становище монастиря покращилося, йому було повернуто більшу частину колишніх маєтків, почалося будівництво нових будівель на території монастиря.
Монастир було закрито у 1785 році указом імператора Йосифа II. У 1826 році будівлю монастиря з усім маєтком купив на аукціоні Клемент фон Меттерніх — відомий австрійсько-німецький політичний діяч. Після того, як Пласи придбав Клемент фон Маттерніх, почався період розвитку – князь Меттерніх швидко розпочав будівництво фабрики з переробки залізної руди – чавуну. Під час будівництва під’їзних доріг деякі споруди монастирського комплексу, зокрема костел Діви Марії Руженцової був знесений. Матеріали із знесених будівель використали для будівництва фабрики та будинків для робітників поблизу заводу. До 1850-го року Пласи не вважалися містом чи селом, а лише як ширша частина навколо монастиря. У 1859-му році помер Клемент фон Маттерніх, він похований у Пласах у сімейній гробниці, які він сам побудував 
На початку 1840-х років почалося будівництво державної дороги від Пльзня до Жатця (сьогодні дорога I/27). У той час як попередній маршрут вів старою сільською дорогою через Обору, Небрезіни до Краловіце й оминав Плас, нова дорога вела з Казнєйова через Рибніце до Пласа, а звідти через Соколку до Краловіце. Незважаючи на те, що траса державної дороги в Пласах прорізала територію монастиря і призвела до знищення монастирського саду, це привело до Пласу рух і, таким чином, відродження.
У 1872 році річка Стрела розлилася після проливних дощів. Ситуацію катастрофічно погіршив прорив дамби Младотицького рибника. Під час повені в Пласах загинуло двоє людей, ріка знесла два будинки, багато інших пошкодила, зруйнувала водосховище та під’їзд до чавуноплавильного заводу.

## Транспорт
Пласи розташовані на залізничній колії, що прямує з Пльзеня до міст Жіле та Мосту.

## Пам'ятки

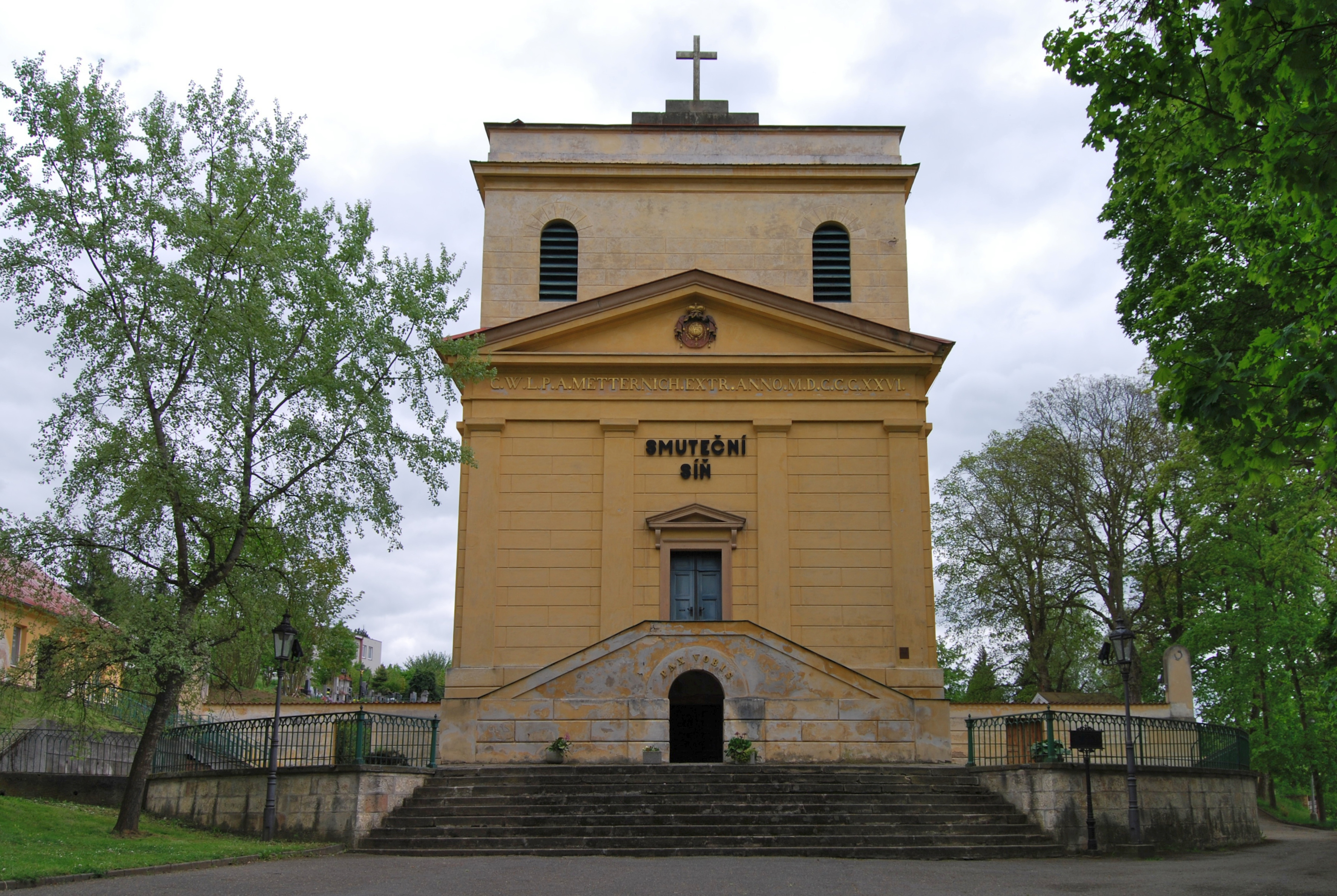
Сімейна гробниця Меттерніхів

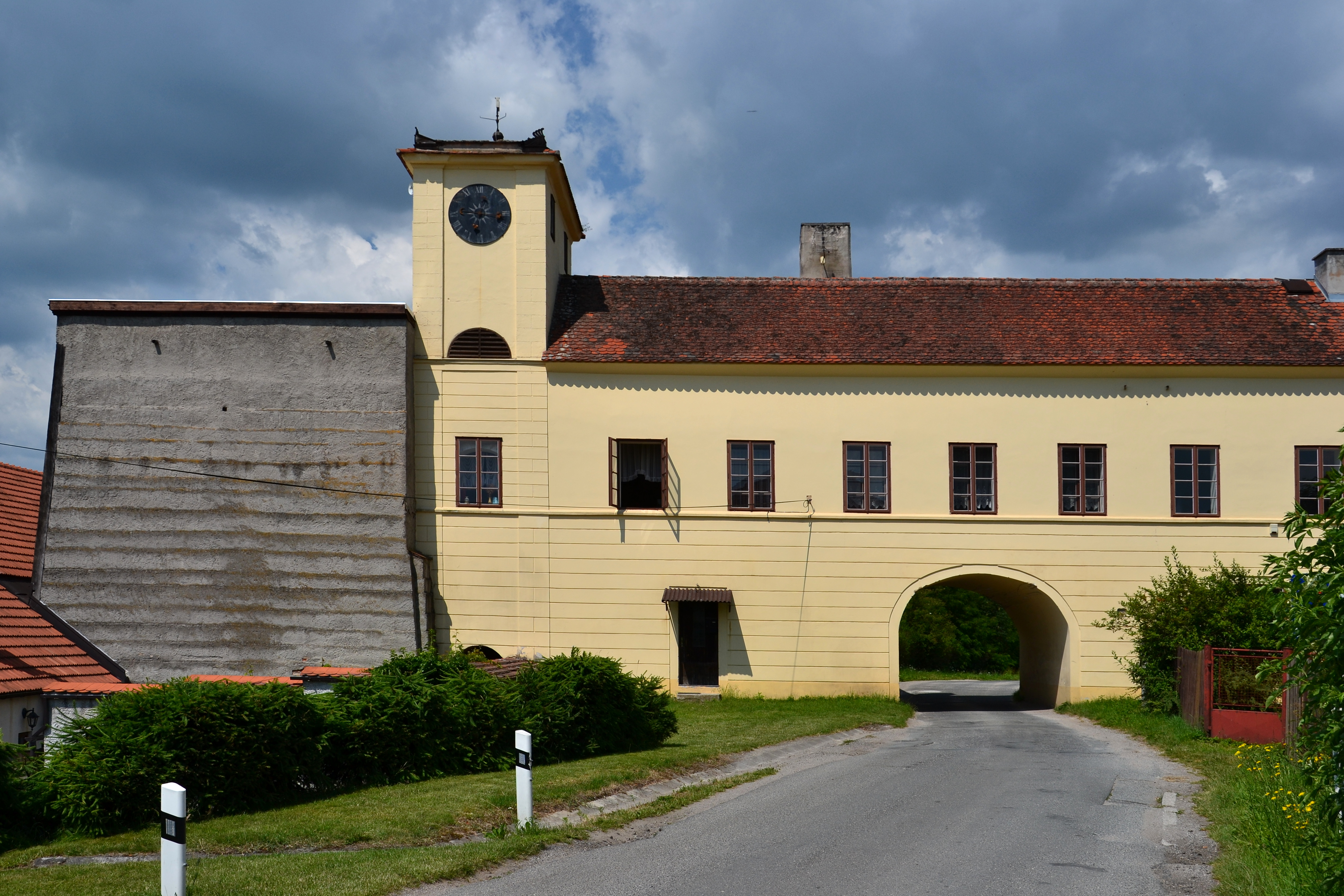
Колишній залізоробний завод Святого Климента

Монастирський комплекс є найважливішою пам'яткою Пласів, який охороняється як національна культурна пам'ятка. Тут знаходиться колишній монастир, костел Успіння Пресвятої Богородиці, бароковий зерносховище з Королівською каплицею Святих Вацлава і Марії Магдалини та резиденція абата. У 1661–1666 роках костел було перебудовано у стилі раннього бароко. Нова будівля монастиря була побудована в 1711–1740 роках Яном Сантіні Айхелем, а після його смерті Кіліаном Ігнацом Дінтценгофером. Сьогодні комплекс відкритий для відвідування туристів та пропонує екскурсії.
Колишній цвинтарний костелу Святого Вацлава був збудований у ґотичному стилі та перебудований у 1690 році в стилі бароко. Після зупинення роботи монастиря його перетворили на родинну усипальню родини Меттерніхів.

## Відомі люди
- Маврикій Фогт (1669–1730), німецький географ, історик, картограф і музикант. Мешкав в Пласах.
- Клемент фон Меттерніх (1773–1859), австрійський дипломат і політик
- Вацлав Леви (1820–1870), скульптор
- Віктор Стретті (1878–1957), художник
- Рудольф Юнґ (1882–1945), німецький нацистський ідеолог
- Їржі Корнатовський (нар. 1952), художник